# Ivan Ostrochovský
Ivan Ostrochovský, né le 12 novembre 1972 à Žilina, est un réalisateur slovaque.

## Filmographie

### Réalisateur
- 2009 : Ilja (Slepe lásky) (moyen métrage documentaire)
- 2013 : Velvet Terrorists (Zamatoví teroristi) (documentaire)
- 2015 : Koza
- 2020 : Les Séminaristes (Služobníci)
- 2023 : Photophobia

### Scénariste
N.B. : Outre les films suivants, Ivan Ostrochovský est scénariste des films qu'il réalise.
- 2015 : Difficult Choice de Zuzana Piussi
- 2021 : 107 Mothers (Cenzorka) de Peter Kerekes

## Distinctions
- CinEast 2020 : Grand Prix pour Les Séminaristes[2]
- Festival international du film de Saint-Jean-de-Luz 2020 : prix de la mise en scène pour Les Séminaristes[3]
- Festival international du film de Valladolid 2020 : meilleur réalisateur  pour Les Séminaristes(ex æquo avec Aurel pour Josep)[4]
- Mostra de Venise 2021 : Prix du meilleur scénario pour 107 Mothers